# Elisabeth Baume-Schneider

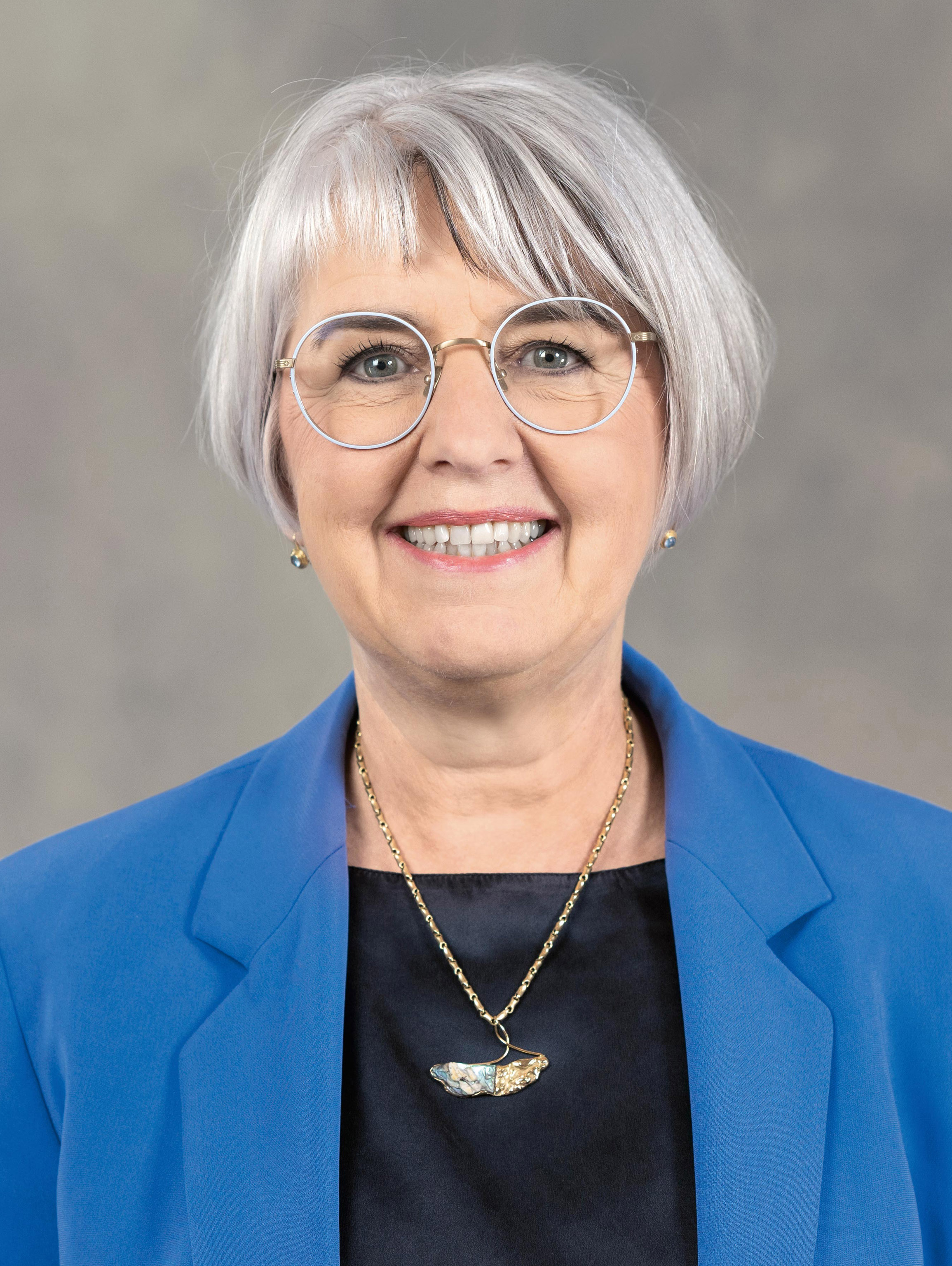
Elisabeth Baume-Schneider (offizielles Porträt für das Jahr 2025)

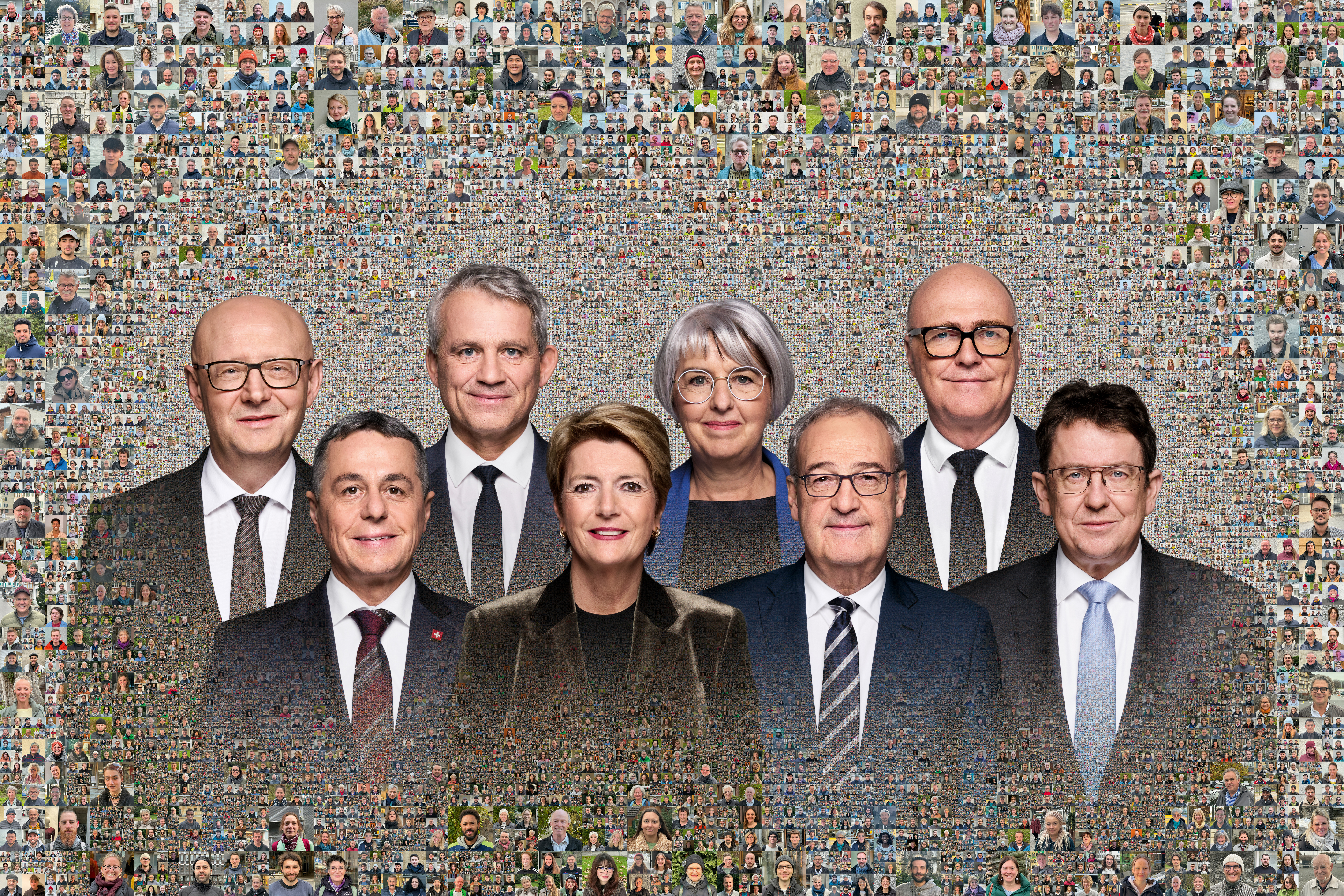
Elisabeth Baume-Schneider (vierte von rechts) auf dem offiziellen Bundesratsfoto 2025

Elisabeth Baume-Schneider [e.li.za.bɛt bom ˈʃnaɪ̯dɛʁ] (* 24. Dezember 1963 in Saint-Imier als Elisabeth Schneider; heimatberechtigt in Les Breuleux) ist eine Schweizer Politikerin (SP). Am 7. Dezember 2022 wurde sie als Nachfolgerin von Simonetta Sommaruga in den Bundesrat gewählt. Sie trat ihr Amt als Vorsteherin des Eidgenössischen Justiz- und Polizeidepartementes am 1. Januar 2023 an und wechselte per 1. Januar 2024 ins Eidgenössische Departement des Innern.

## Leben
Elisabeth Schneider wuchs auf einem Bauernhof in Les Bois auf. Ihre Eltern sprachen Schweizerdeutsch, sind jedoch Französisch eingeschult worden. Die ebenfalls beide Sprachen sprechende Tochter erlebte die Unabhängigkeit des Kantons Jura 1979 als Schulkind. Die Handelsschule in La Chaux-de-Fonds beendete sie 1983 erfolgreich mit einer Wirtschaftsmatura. Danach studierte sie Wirtschafts- und Sozialwissenschaften an der Universität Neuenburg und schloss 1987 mit einem Lizenziat in Sozialwissenschaften zum Thema bäuerliche Identität ab. Von 1989 bis 2002 war sie als Sozialarbeiterin tätig.
Sie ist mit Pierre-André Baume verheiratet und Mutter zweier erwachsener Söhne. Sie wohnt in Les Breuleux, im Westen des Kantons Jura.

## Politische Laufbahn
Ihre politischen Aktivitäten begann sie als Studentin bei der Sozialistischen Arbeiterpartei, später trat sie der SP bei. Sie beschreibt sich selbst als links stehend: «Ich stand immer eher links. Aber ich habe auch immer als Minorität gearbeitet. Und da musste ich immer mitmachen, mit Leuten, die weniger links waren oder eher rechts oder aus der Mitte. […] Ich habe immer gezeigt, dass ich etwas beitragen kann, auch wenn ich sehr links bin.»

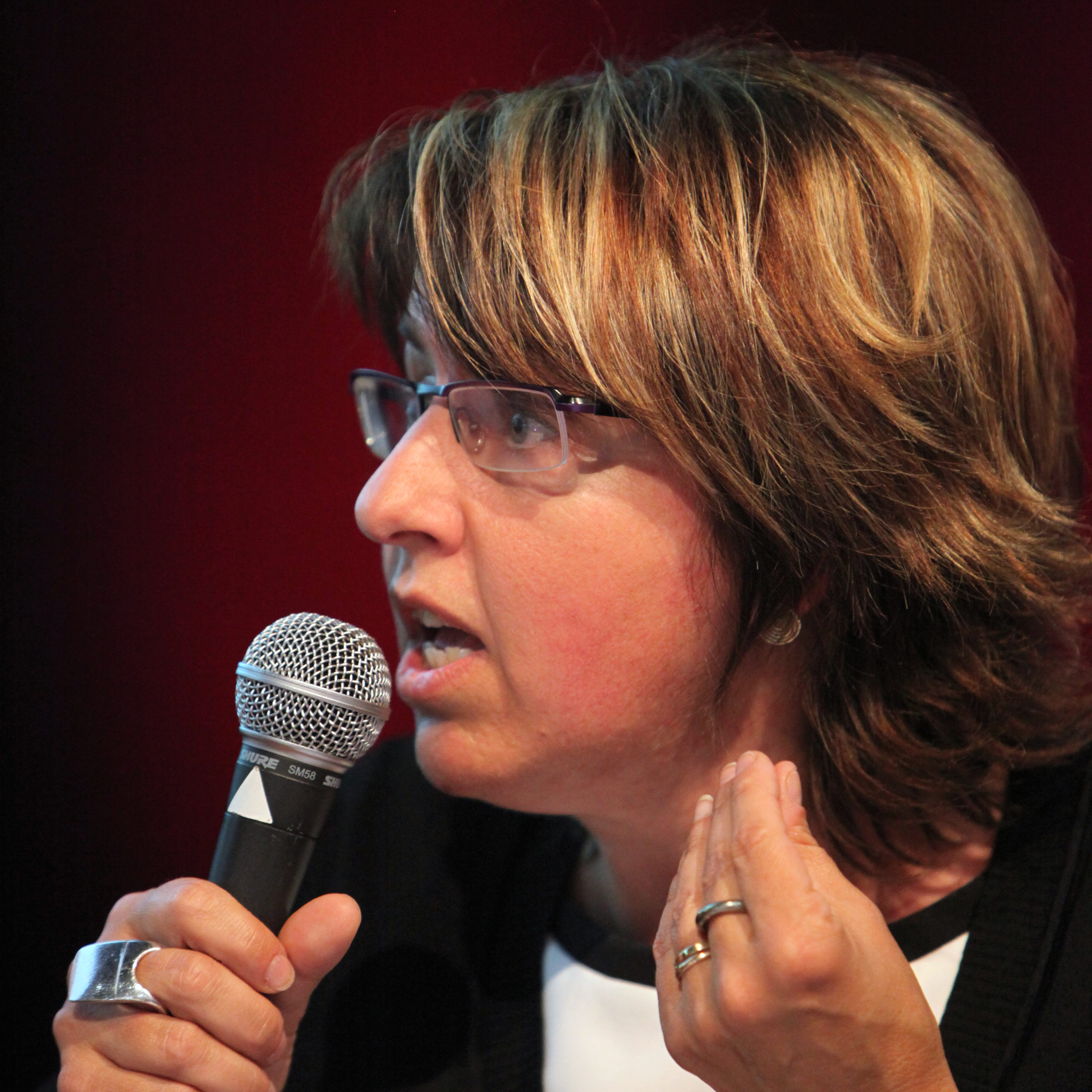
Regierungsrätin Elisabeth Baume-Schneider (2011)

### Kantonal
Ab 1995 gehörte sie dem jurassischen Parlament an, das sie 2000 präsidierte. 2002 wurde sie in die Kantonsregierung (Gouvernement) des Kantons Jura gewählt. Sie leitete dort das Departement für Bildung, Kultur und Sport. In den Jahren 2006, 2008 und 2012 präsidierte sie das Gouvernement (Regierungsratspräsidentin), bis 2015 war sie dessen Mitglied. Später leitete sie vier Jahre lang die Hochschule für Soziale Arbeit und Gesundheit (Haute École de travail social et de la santé) in Lausanne.

### Eidgenössisch

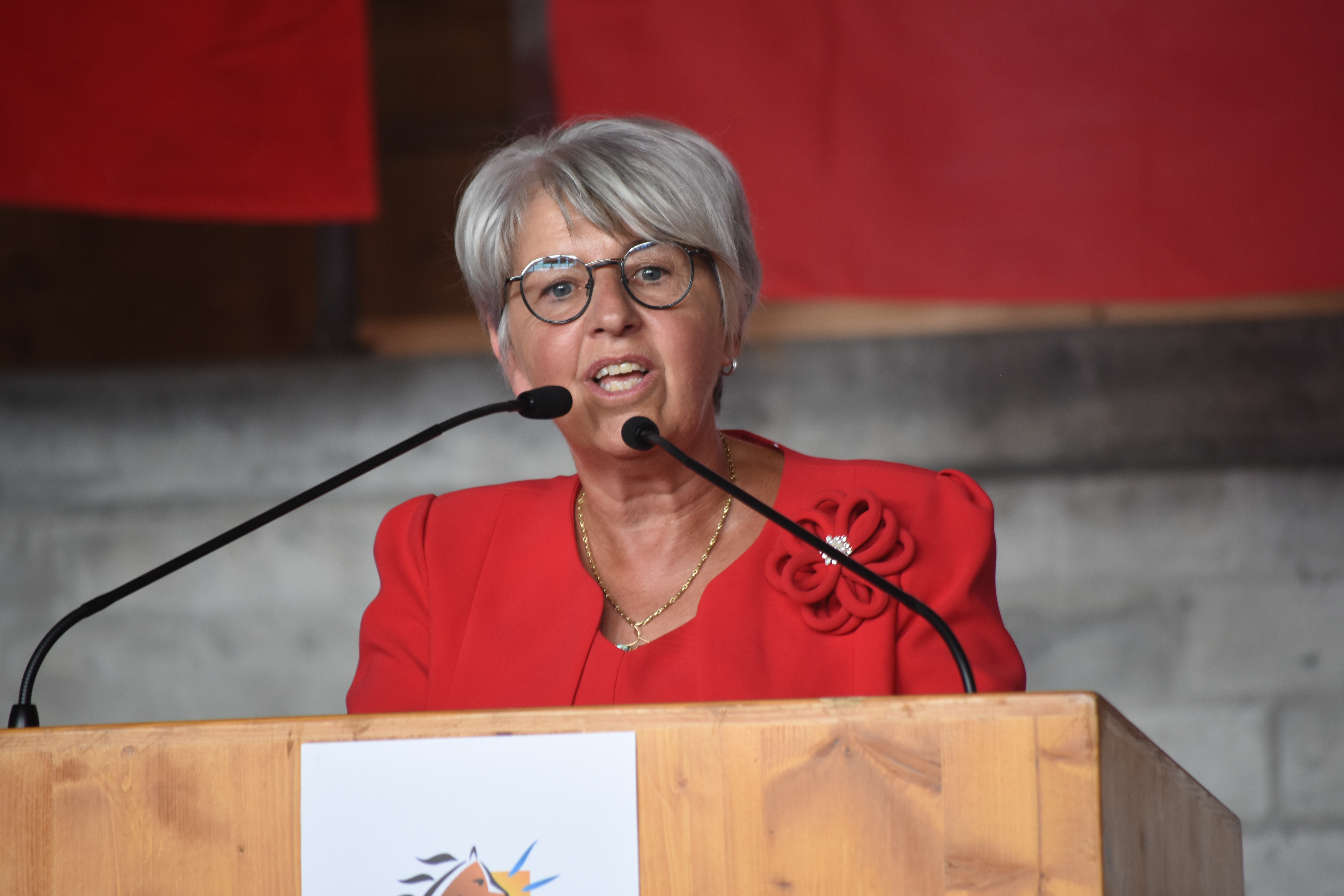
Bundesrätin Elisabeth Baume-Schneider (2023)

Bei den Wahlen 2019 wurde Baume-Schneider in den Ständerat gewählt. Dort war sie Präsidentin der Kommission für Umwelt, Raumplanung und Energie (UREK), Mitglied der Geschäftsprüfungskommission (GPK), der Kommission für Wissenschaft, Bildung und Kultur (WBK) und des Büros des Ständerates. Sie war bis zu ihrer Wahl in den Bundesrat Vizepräsidentin der SP Schweiz.
Baume-Schneider kandidierte für die Bundesratswahl 2022 als Nachfolgerin der zurücktretenden Simonetta Sommaruga. Am 26. November 2022 beschloss die SP-Fraktion, Baume-Schneider zusammen mit Eva Herzog auf ihren Wahlvorschlag an die Bundesversammlung aufzunehmen.
Am 7. Dezember 2022 wurde Baume-Schneider im dritten Wahlgang zur Bundesrätin gewählt, nachdem sie anfangs als Aussenseiterin gegolten hatte. Mit ihr ist der Kanton Jura erstmals im Bundesrat vertreten. Sie trat ihr Amt als Vorsteherin des Eidgenössischen Justiz- und Polizeidepartementes am 1. Januar 2023 an. Per 1. Januar 2024 übernahm sie das Eidgenössische Departement des Innern.

## Werke (Auswahl)
- Questions d’identité paysanne : un référent identitaire : la transmission des savoirs. [Neuchâtel] : Université de Neuchâtel, Institut de sociologie et de science politique 1987. (Mémoire de licence Sociologie Neuchâtel, 1987).
- Filmförderung – ein «Acte Citoyen». In: Filmbulletin 55 (2013), Nr. 5 (Juli) = Heft 332, S. 48. (Digitalisat in E-Periodica).
- La Question jurassienne et les socialistes. In: Einig – aber nicht einheitlich: 125 Jahre Sozialdemokratische Partei der Schweiz. Zürich: Limmat Verlag 2013, S. 308–310.
- L’égalité : une question de liberté, de dignité et de solidarité. In: D’égal à égale! No. 15 (2015), S. 3–5. (Digitalisat in E-Periodica).
- mit Christoph Eymann und Ingrid Hess: «Wir müssen Probleme lösen, statt Fronten bewirtschaften». In: ZESO. Zeitschrift für Sozialhilfe 116 (2019), Nr. 2 (3. Juni), S. 8–11. (Digitalisat in E-Periodica).